# II Dowództwo Regionalne Armii Polskiej we Francji
II Dowództwo Regionalne Armii Polskiej we Francji – jeden z dwóch dowództw regionalnych Armii Polskiej we Francji utworzony latem 1918. 
Mieściło się w Sens.
Objęło ono obozy w Voulse, Véron, Saint Marden, Othe i Ervy.